# Anthony Taylor
Anthony Taylor (ur. 20 października 1978 roku w Manchesterze) – angielski sędzia piłkarski. Od 2013 roku sędzia międzynarodowy.
Taylor znalazł się na liście 19 sędziów Mistrzostw Europy 2020.